# Esther Ammundsen
Esther Ammundsen (11. august 1906 i København – 10. december 1992 sammesteds) var en dansk læge. Hun var direktør for Sundhedsstyrelsen fra 1961 til 1974..
Hun modtog Tagea Brandts Rejselegat i 1946 og foretog en rejse til Bangkok, hvorefter hun skiftede karriere fra sygehusvæsnet til Sundhedsstyrelsen.
Hun blev ridder af Dannebrogordenen 1957, Ridder af 1. grad 1963, Kommandør 1970 og var derudover dekoreret med række udenlandske ordener.
Hun ligger begravet på Herstedøster Kirkegård.